# Porto-Vecchio (piève)
Pour les articles homonymes, voir Porto-Vecchio (homonymie).
Porto-Vecchio est une ancienne piève de Corse. Située dans le sud-est de l'île, elle relevait de la province de Bonifacio sur le plan civil et du diocèse d'Ajaccio sur le plan religieux.

## Géographie
La piève de Porto-Vecchio s'étendait de la plaine de Figari à la mer et correspondait au territoire de l'actuelle commune de Porto-Vecchio.
Les pièves limitrophes de Porto-Vecchio sont :